# Leichtathletik-Weltmeisterschaften 2019/Teilnehmer (Uganda)
| Gelbes Symbol für Goldmedaillen mit stilisierten Olympischen Ringen | Graues Symbol für Silbermedaillen mit stilisierten Olympischen Ringen | Braundes Symbol für Bronzemedaillen mit stilisierten Olympischen Ringen |
| ------------------------------------------------------------------- | --------------------------------------------------------------------- | ----------------------------------------------------------------------- |
| 2                                                                   | —                                                                     | —                                                                       |

Der Leichtathletikverband von Uganda will an den Leichtathletik-Weltmeisterschaften 2019 in Doha teilnehmen. 22 Athletinnen und Athleten wurden vom ugandischen Verband nominiert.

## Ergebnisse

### Frauen

#### Laufdisziplinen
| Athletin               | Disziplin        | Vorlauf      | Vorlauf | Halbfinale     | Halbfinale | Finale          | Finale |
| Athletin               | Disziplin        | Zeit         | Platz   | Zeit           | Platz      | Zeit            | Platz  |
| ---------------------- | ---------------- | ------------ | ------- | -------------- | ---------- | --------------- | ------ |
| Leni Shida             | 400 m            | 52,22 s      | 31      | DNQ            | DNQ        | –               | –      |
| Halimah Nakaayi        | 800 m            | 2:02,33 min  | 14      | 1:59,35 min SB | 1          | 1:58,04 min NR  | Gold   |
| Winnie Nanyondo        | 800 m            | 2:00,36 min  | 01      | 1:59,75 min    | 3          | 1:59,18 min     | 04     |
| Winnie Nanyondo        | 1500 m           | 4:04,04 min  | 04      | 4:01,30 min    | 6          | 4:00,63 min     | 11     |
| Esther Chebet          | 1500 m           | 4:08,89 min  | 26      | DNQ            | DNQ        | –               | –      |
| Sarah Chelangat        | 5000 m           | 15:19,90 min | 17      |                |            | DNQ             | DNQ    |
| Rachael Zena Chebet    | 10.000 m         |              |         |                |            | 32:41,93 min PB | 18     |
| Juliet Chekwel         | 10.000 m         |              |         |                |            | 33:28,18 min    | 20     |
| Stella Chesang         | 10.000 m         |              |         |                |            | 32:15,20 min    | 16     |
| Linet Toroitich Chebet | Marathon         |              |         |                |            | DNF             | DNF    |
| Peruth Chemutai        | 3000 m Hindernis | 9:21,98 min  | 5       |                |            | 9:11,08 min SB  | 5      |

### Männer

#### Laufdisziplinen
| Athlet               | Disziplin        | Vorlauf        | Vorlauf | Halbfinale  | Halbfinale | Finale             | Finale |
| Athlet               | Disziplin        | Zeit           | Platz   | Zeit        | Platz      | Zeit               | Platz  |
| -------------------- | ---------------- | -------------- | ------- | ----------- | ---------- | ------------------ | ------ |
| Ronald Musagala      | 1500 m           | 3:36,54 min    | 06      | 3:37,19 min | 16         | DNQ                | DNQ    |
| Oscar Chelimo        | 5000 m           | 13:42,94 min   | 28      |             |            | DNQ                | DNQ    |
| Stephen Kissa        | 5000 m           | 13:27,36 min   | 18      |             |            | DNQ                | DNQ    |
| Joshua Cheptegei     | 10.000 m         |                |         |             |            | 26:48,36 min WL PB | Gold   |
| Jacob Kiplimo        | 10.000 m         |                |         |             |            |                    |        |
| Abdallah Kibet Mande | 10.000 m         |                |         |             |            | 28:31,49 min       | 17     |
| Stephen Kiprotich    | Marathon         |                |         |             |            | 2:15:04 h          | 18     |
| Fred Musobo          | Marathon         |                |         |             |            | 2:13:42 h          | 13     |
| Munyo Solomon Mutai  | Marathon         |                |         |             |            | DNF                | DNF    |
| Albert Chemutai      | 3000 m Hindernis | 8:23,08 min    | 16      |             |            | DNQ                | DNQ    |
| Benjamin Kiplagat    | 3000 m Hindernis | 8:24,44 min SB | 18      |             |            | DNQ                | DNQ    |
| Boniface Abel Sikowo | 3000 m Hindernis | 8:27,96 min    | 26      |             |            | DNQ                | DNQ    |